# Regionale Küchenbegriffe

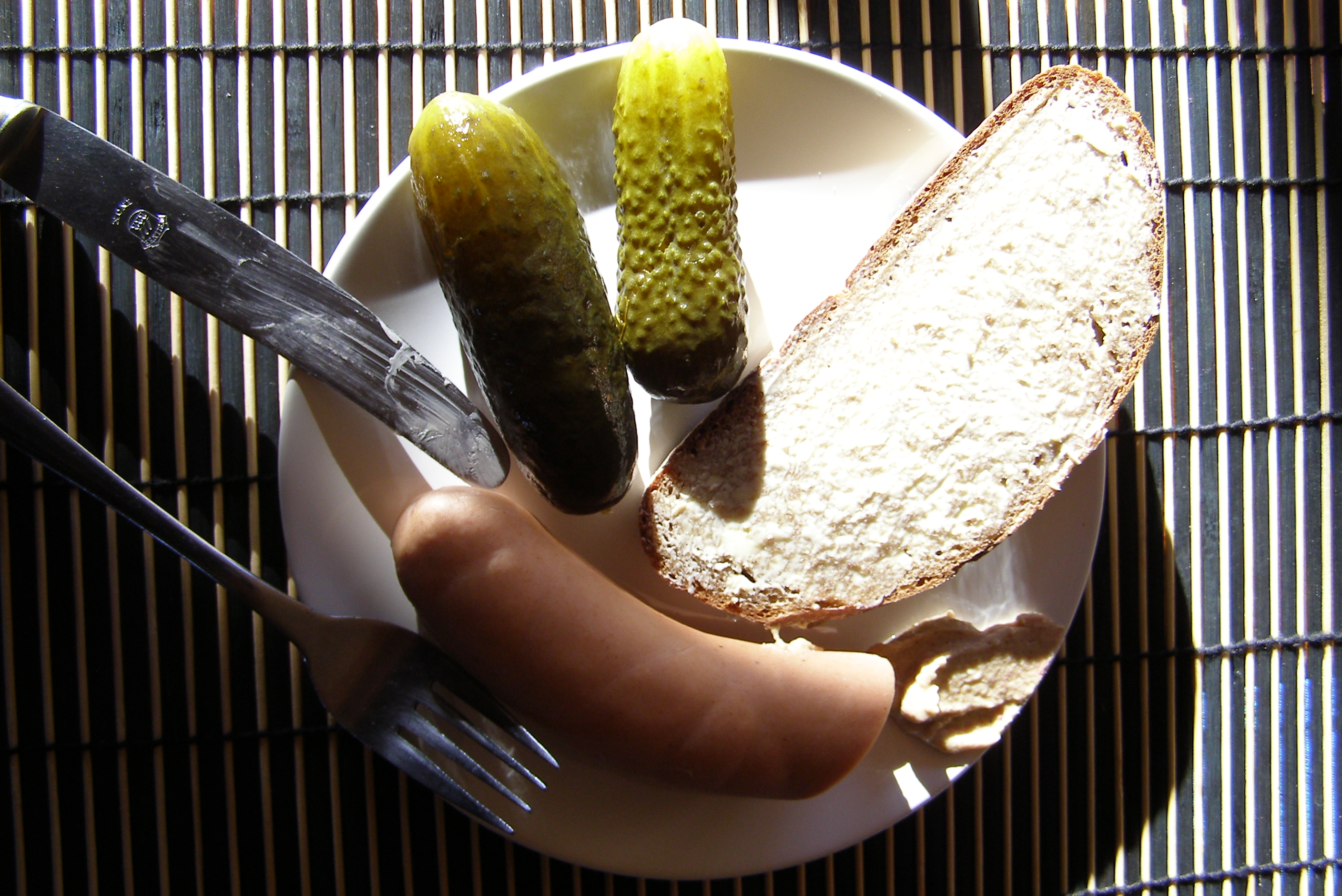
Bockwurst mit Senf, Butterbrot und Gewürzgurken – Knacker mit Mostrich, Butterschnitte und Gurkn – Cervelat mit Senf, Ankeschnitte und Gugummere

Bei Küchenbegriffen bestehen in den deutschsprachigen Ländern teilweise große regionale Unterschiede, die zu Verwirrung führen können; deshalb soll diese Tabelle einen Überblick verschaffen. Umgangssprachlich verwendete Begriffe sind kursiv geschrieben.
Die Begriffe sind teilweise durch den Kontakt mit anderen Nachbarsprachen entstanden, z. B. bei der deutschen Küche mit dem Französischen (Aubergine), bei der österreichischen Küche mit dem Italienischen (Melanzani, Fisolen, Karfiol), dem Tschechischen  (Kren, Powidl, Murkerl, Kolatsche, Bramburi), dem Ungarischen (Gulasch, Letscho), dem Slowenischen (Maischl, Potitze, Kärntens Strankerln).

## A
| Norddeutschland                                                                                            | Mitteldeutschland (Dialekte)                                                           | Süddeutschland (Dialekte)                                                                                  | Österreich (Dialekte) | Schweiz (Dialekte) |
| Alsterwasser oder Alster, Potsdamer (Berlin/Brandenburg, nördl. Sachsen-Anhalt), teilweise auch Moorwasser | Radler, Panasch (Saarländisch)                                                         | mit Zitronenlimonade das/ein Radler, mit Weißbier Russ, G’spritztes, Panasch (bad., saarl.) (auch Panaché) | der (mask.) Radler, Zitronenradler, Kräuterradler/Almradler (mit Almdudler), Sauschneider (steirisch, mit Himbeer), mit Cola und Weißbier Neger | Panasch, Panaché |
| Apfelwein, Obstwein                                                                                        | Apfelwein, Ebbelwoi (südhessisch) oder Äppler (neusüdhessisch), Viez (Mosel, Saarland) | Most, Moschd (Schwäbisch) (Alemannisch) (nicht verwechseln mit Süßmost!)                                   | Most | Öpfelwii, (saurer) Most, (suure) Moscht, (Most/Moscht (allein) ist meist der alkoholfreie Apfelsaft, genannt Süssmost/Süessmoscht) |
| Aprikose                                                                                                   | Aprikose, Malete (mainzisch)                                                           | Aprikose, Marille (bairisch)                                                                               | Marille | Aprikose, Ämrich |
| Armer Ritter, Rostiger Ritter                                                                              | Armer Ritter                                                                           | Bawesen/Povesen (bairisch), Armer Ritter                                                                   | Pofesen, Povesen, Baweusen, Armer Ritter (Wien)                                                                                                 | Fotzelschnitten |
| Aspik | Aspik, Sülze                                                                           | Sulz (schwäb./bair.), Sulzn (fränkisch)                                                                    | Sulz, Schwartamaga (Vorarlberg) | Sulz, Sülzi |
| Aubergine, Eierfrucht                                                                                      | Aubergine                                                                              | Aubergine                                                                                                  | Melanzani | Aubergine |

## B
| Norddeutschland | Mitteldeutschland (Dialekte) | Süddeutschland (Dialekte) | Österreich (Dialekte) | Schweiz (Dialekte)                                                                                                |
| Barchus, Mohnzopf | Barchus, Mohnstriezel (sächsisch) | Berches, Mohnstriezel (bairisch) | Mohnstrieze(r)l, Mohnflesserl (in den westlichen Bundesländern), Mohnweckerl                                                                       | Mohnbrötli |
| Barsch | Barsch | Barsch, Kretzer (Bodensee), Bärschi (badisch) | Barsch, Kretzer (Vorarlberg) | Egli (am Bodensee auch Chretzer)                                                                                  |
| Bauchspeck, durchwachsener Speck                                                                                               | Speck, Dörrfleisch, Dürrfleisch, Dörrfleisch (südhessisch) | Speck, Wammerl (bairisch), Bündla (fränkisch), Bauchläpple (schwäbisch), Bauchfleisch, Brüstl | Speck | |
| Berliner, Berliner Pfannkuchen, Pfannkuchen (in Berlin/Brandenburg, Vorpommern, nördl. Sachsen-Anhalt)                         | Pfannkuchen (ostmitteldeutsch), Berliner, Berliner Ballen (rhein., ruhrgeb.), Puffel (westl. rhein.), Faschingskrapfen, Fieze (mittelhessisch), Kräbbl (südhessisch)                                | Krapfen (bair.), Faschingskrapfen, Kreppel, Fastnachtsküchle, Fasnetsküchle, Kräbbl (unterfränkisch), Pfannakung, Krapfm (oberfränkisch) | Krapfen, Faschingskrapfen | Berliner |
| Blaubeere, Heidelbeere, Schwarzbeere, Bickbeere                                                                                | Blau- oder Heidelbeere, Weelen (moselfränk.) | Heidelbeere, Taubeere, Schwarzbeere, Hoawa (bairisch) | Schwarzbeere, Hoiwa, Moosbeere (Pinzgau, Tirol) | Heidelbeere, Heubeeri, Heiti                                                                                      |
| Bleichsellerie, Staudensellerie                                                                                                | Staudensellerie | Stangensellerie | Stangenzeller, Stangensellerie | Stangensellerie                                                                                                   |
| Blumenkohl | Blumenkohl | Blumenkohl, Karfiol (bayrisch), Kaaskel (fränkisch) | Karfiol, Blumenkohl (in Vorarlberg) | Blumenkohl |
| Blutwurst, Rotwurst | Blutwurst, Flönz (kölsch), Griebenwurst, Plunz, Blunz, Bludwoaschd ohne Griewe (südhessisch) | Blutwurst, Schwarzwurst (regional), Blunzn (bairisch), Blonza/ Blenzle (schwäbisch), Griebenwurst (badisch) | Blutwurst, Blunzen | Blutwurst |
| Bockwurst, Knackwurst | Bockwurst | Knacker (bairisch), rote Wurst (schwäbisch), Schübling, Cervelat | Knacker, Knackwurst, Serfelade, Beamtenforelle, Augsburger, Schübling (in Vorarlberg)                                                              | Cervelat, Klöpfer (nur in der Nordwestschweiz)                                                                    |
| Bonbon, Bonschen, Bonscher, Klümpchen, Bollchen (nördl. Sachsen-Anhalt/südl. Niedersachsen), Bollo (südl. Niedersachsen), Bons | Bollcher, Kamelle, Knolle, Gutsel, Zuckerstein (hessisch, moselfränk.), Gutsel, Klumbe, Guudsje (südhessisch), Gutsje(n) (moselfränkisch, ripuarisch), Malz, Malzel (meißnisch), Mohler (meißnisch) | Gutsele, Zuckerle, Bombo, Bombole, Zuckerle (schwäbisch), Zuckerl, Guddie, Guadl, Bomberl (bairisch), Guezel (badisch) | Zuckerl, „Guatsi“, Bolla (in Vorarlberg) | Bonbon, Täfeli, Zeltli, Gutzi, Bolla, Zockerböle (Ostschweiz) Tröpsli (Zentralschweiz)                            |
| Brandmasse | Brandmasse, „Brandteig“ | Brandmasse, „Brandteig“ | Brandmasse, „Brandteig“ | Brühmasse, „Brühteig“                                                                                             |
| Bratkartoffeln, Röster (norddeutsch), Röstkartoffeln                                                                           | Röstkartoffeln, Röster (mitteldeutsch, sächsisch), Gereesde (südhessisch), Gebrädelde/Broodgrumbeere (pfälzisch)                                                                                    | Röstkartoffeln, Greste Erdäpfel/Kardoffen (bair.), Brägele (schwäbisch, badisch), Brägleti (Südbaden), Gréschde Kardóffel/Gròmbiera/Ebbiera (mittel-/niederschwäbisch), eigschnietna Erpfl (oberfränkisch), Spälkle (Vogtland), Bratkartoffeln                                                                 | Geröstete Erdäpfel, Greste, Braterdäpfel, Bratkartoffeln oder auch Erdäpfelschmarren                                                               | Bratherdäpfel, Brothärdöpfel                                                                                      |
| Brombeeren | | Bromma, Brommbl, Brummbl, (südhessisch) | Brombeeren | |
| Brotanschnitt, Kanten, Knäppchen, Knust                                                                                        | Knörnchen, Knörzchen, Krestchen, Kniestchen (hessisch), Renftl (obersächsisch), Ränftchen (thüringisch), Knäuschen/Knippchen (Moselfränkisch)                                                       | Knärzje (südhessisch), Renfterl, Riebele, Knäusperle, Knäusle (schwäbisch), Gigerle, Scherzl, Sterzl, Ranftl (bairisch), Rampferl (oberpfälzisch), Koppela, Köpple, Gnedzla (fränkisch), Kneisl, Gniesl, Oschnitt (badisch), (Brot-)Kipf (schwäbisch), Gnötzle (Unterfränkisch)                                | Scherzel, Bugl | Anschnitt, Aheuer, Bödeli, Chröpfli, Gibel, Gupf, Motsch, Mürgel, Mürgeli, Rouft                                  |
| Brötchen, Rundstück (hamburgisch), Schrippe (berlinerisch), Luffe (braunschweigisch), Weck(e)                                  | Weck (hess., moselfrfränk., saarl.), Semmel (obersächsisch) | Weck, Weckle (badisch, pfälzisch, schwäbisch, südhessisch), Wecken, Weckle (schwäbisch), Semme(r)l, Weckerl (bairisch, fränkisch), Breedla, Labla, Passauer (niederbairisch), Stölla (oberfränkisch je nach Form), Weckle/Weckla/Weggla (fränkisch), Brötla (oberfränkisch, Raum Bamberg), Weggli (südbadisch) | Semmel, Kaisersemmel (rund), Langsemmel, steirische Semmel (länglich), Weckerl; als Reihe: Zeile, Stegerl (Kärnten), Kärntenersemmel (Knopfsemmel) | Weggli, Semmeli bzw. Milchbrötli (weiche Milchsemmel), Mütschli, Brötli (mit Kruste), Schwööbli (Nordwestschweiz) |
| Butter | Butter, Botter (Kölsch) | Butter (m.) (bairisch), Bodder (südhessisch), Schmer, Butter (w./m.) | Butter (w./m.), Teebutter | Butter (m.), Angge, Anke, Schmalz                                                                                 |
| Butterbrot, Schnitte, Stulle, Knifte, Knefte, Ränftel                                                                          | Schnitte, Bemme (obersächsisch), Dong (siegerl.), Ramm, Botterramm (Rheinisch/Kölsch), Schmier/Schmeer (moseldränk., saarl.)                                                                        | Butterbrot, Schnitte | Butterbrot | Butterbrot, Ankeschnitte, Ankebock                                                                                |

## C, D
| Norddeutschland                        | Mitteldeutschland (Dialekte)                      | Süddeutschland (Dialekte)   | Österreich (Dialekte) | Schweiz (Dialekte)               |
| Chili(schote)                          | Chili                                             | Pfefferoni, Peperoni, Chili | Pfefferoni (mildere, meist zum Einlegen verwendete Sorten), Chili (kleine und meist schärfere Sorten, die eher zum Würzen verwendet werden) | Chilischote, Peperoncini         |
| Durchschlag, (Nudel)sieb, Lochschüssel | Sieb, Seier, Sei (moselfränk.), Seihpånn (pfälz.) | Sieb, Seihe(r)              | Sieb, Seicher | Sieb, Löcherbecken, Chnöpflisieb |

## E
| Norddeutschland                                       | Mitteldeutschland (Dialekte)                                                             | Süddeutschland (Dialekte) | Österreich (Dialekte) | Schweiz (Dialekte)                    |
| Pfannkuchen, Eierkuchen                               | Eierkuchen, Pfannkuchen, Plinse/Plinze (sächsisch/Lausitz), Schaffenkuchen (thüringisch) | Pfannenkuchen, Pfannadeggel, Flädle (schwäbisch) Pfannakuacha (schwäbisch, bairisch), Eerdädscha = Eierdätscher (itzgründisch), Aajerpånnkuche (südhessisch), Armer Maa       | dünn zum Falten oder Wickeln: Palatschinken, Palačinke, Crêpe, Omelette (Vorarlberg). Dicker zum Belegen: Pfannkuchen                                                                | Crêpe, Omelette, Amelette, Eiertädsch |
| Eisbein, Haxe, Bötel (Mittelelbe), Hämmche(Rheinland) | Haxe                                                                                     | Haxe, Gnechle (schwäbisch), Knöchla, wenn gekocht (fränkisch), Haxn, wenn gebraten/gegrillt (fränkisch), Hasbl, wenn gekocht (südhessisch), Haxe, wenn gebraten (südhessisch) | Stelze, Haxen | Gnagi, Schweinshaxe                   |
| Erdbeere                                              | Erdbeere                                                                                 | Erdbeere, Breschdling (schwäbisch), Ärbl (südhessisch), Rotbeere ("roupa"; Oberpfalz)                                                                                         | Erdbeere, Rotbeere ([roapa]), Ananas (für Gartenerdbeeren, gekürzt von der Sorte Ananas-Erdbeere); Erdbeere, Ananas (für Gartenerdbeere im Gegensatz zu Erdbeere=Walderdbeere; Wien) | Ärdbeeri (d meist unhörbar: Ärbbeeri) |
| Erdnuss, Arachide                                     | Erdnuss                                                                                  | Erdnuss | Erdnuss, Aschanti, Schanti-Nuss | Ärdnüssli, Spanischs Nüssli           |

## F
| Norddeutschland                                                              | Mitteldeutschland (Dialekte)                                  | Süddeutschland (Dialekte) | Österreich (Dialekte)                                                                              | Schweiz (Dialekte) |
| Feldsalat, Rapunzel(salat)                                                   | Nüsschen (hess.), Mausohr (Saarland), Fillepcher (pfälzisch), | Schmalzkraut (südhess.), Nisslsalat, Nüsslisalat (alemannisch/südbadisch), Ackersalat (schwäbisch), Vogerlsalat (bairisch), Schofmalich (Schafmäulchen) (fränkisch), Sunnewirbeli (alemannisch), Lämmli/Lämmle, Döchderle (alemannisch) | Vogerlsalat                                                                                        | Nüsslisalat, Nüssler |
| Fleischbrühe, Bouillon                                                       | Fleischbrühe                                                  | Fleischbrühe, Buillon, klare Suppe (bairisch) | Rindsuppe, Bouillon, klare/lautere Suppe; echte Suppe (gg. Suppenwürfelbrühe und „Packerlsuppe“)   | Bouillon |
| Frikadelle, Bulette, Klops, Fleischklößchen, Fleischklops, Gehacktesbällchen | Hackfläschkichelscha (saarl.), Beefsteak (Sachsen)            | Grindkobb (Odenwald), Fleischküchle (schwäbisch), Fleischpflanzerl (bairisch), Karbonadl (nordbairisch/egerländisch), Fleischklößla (Oberfranken), Flähschkrapfla oder Flaaschküchle (Unterfranken)                                     | Faschiertes Laibchen, faschiert(e)s Laberl, Fleischlaberl, Påscher (Tirol), Hacklöble (Vorarlberg) | Hackplätzchen, -bällchen, -bölle, -puder, -tätschli Haggbifdeggli (Hack- + bifdegg vom engl. beefsteak über das franz. le bifteck/biftèque) |

## G
| Norddeutschland                                                             | Mitteldeutschland (Dialekte)                          | Süddeutschland (Dialekte)                                                                                      | Österreich (Dialekte)                                   | Schweiz (Dialekte)                                                                 |
| Garnelen (groß) bzw. Krabben, Granat (Plattdeutsch) (Nordseekrabben, klein) | Garnele bzw. Krabben                                  | Garnele bzw. Krabben                                                                                           | Garnele bzw. Engerling, Crevette, Shrimps (häufig)      | Garnele (größer) bzw. Crevette (klein)                                             |
| Mischbrot, Graubrot, Feinbrot, Schwarzbrot                                  | Schwarzbrot                                           | Kipf (längl. Form), Loib, Laib (runde Form) (schwäb.), Schwarzbrot (schwäbisch, bairisch), Hausbrot (bairisch) | Schwarzbrot, Bauernbrot                                 | Ruchbrot (früher: Schwarzbrot)                                                     |
| Graupen                                                                     | Graupen, gerollt Geerscht (hunsrückisch)              | Grauba (schwäbisch)Rollgerste                                                                                  | Rollgerste, Brein, Gerschtl                             | Gerste                                                                             |
| Schweinegrieben, Grieben                                                    | Grieben, Griewe (pfälzisch),                          | Grieben, Griemeln, Gremmen/Grammeln (bairisch), Groimeln (niederbairisch), Griefen (Franken)                   | Grammeln                                                | Grieben, Greubi                                                                    |
| Grießbrei                                                                   | Grießbrei                                             | Grießmus, Griasmuaserl, Grießkoch, Griasbrei (bairisch, schwäbisch); Grießbrei                                 | Grießkoch, Grießbrei, Grießpapperl                      | Griessbrei, Griessmus, Griessbabbe                                                 |
| Grüne Bohnen                                                                | Bohnen, Bunne (rheinisch)                             | Bohnen, Bohnerl, Bohna (bairisch, schwäbisch)                                                                  | Fisolen, Bohnschoten, Bohnscharln, Strankalan (Kärnten) | Bohnen                                                                             |
| Gurke                                                                       | Gurke, Gummer (südhessisch/pfälz.), Gommere (Saarl.), | Gurke, Kukumer (bairisch), Kummern, Gugummere (altalemannisch), Kümmerla (Unterfranken), Gurkn (Oberfranken),  | Gurke, Murkn                                            | Gurke, Gugummere (franz. le concombre), Cornichon (kleine, sauer eingelegte Gurke) |

## H
| Norddeutschland                                                                                     | Mitteldeutschland (Dialekte)                                                               | Süddeutschland (Dialekte) | Österreich (Dialekte)                                                              | Schweiz (Dialekte)                                                  |
| Hähnchen, Hühnchen, Broiler                                                                         | Hähnchen, Broiler                                                                          | Hähnsche, Hingkel (pfälzisch), Hinkel/Hoinger(oberhessisch) Giggl (südhessisch), Geggele, Göckele, Göggele (schwäbisch), Güggeli (südbadisch), Guller, Gockerl, Hendl/Gickerl (bairisch), Giecher/Buddla/Göker (fränkisch), Gökerla/Hähnla (oberfränkisch) | Hendl, Huhn, Suppenadler, Pieperl, Gummiadler (scherzhaft)                         | Poulet, Güggeli, Mischtchratzerli, Gummiadler (scherzhaft)          |
| Hammel                                                                                              | Hammel                                                                                     | Hammel, Schöps (bairisch) | Schöps, Hammel, Schaf, Schafbock                                                   | Schafsbock                                                          |
| Hackfleisch, Hack, Gehacktes (vgl. Mett)                                                            | Hackfleisch, Gehacktes; Hackepeter, Gewiegtes (obersächsisch), Schabefleisch (thüringisch) | Hackfleisch, Haschee, Faschiertes (bairisch) | Faschiertes, Haschee (Tirol), Hackfleisch (Vorarlberg)                             | Hackfleisch, Gehacktes                                              |
| Hefe                                                                                                | Hefe                                                                                       | Hefe, Germ (bairisch) | Germ (die/der); beim Bier nur noch Hefe                                            | Hefe, Presshefe                                                     |
| Gebildbrot aus Hefeteig, ein Gebäck zu St. Martin und/oder Nikolaus. Genannt Stutenkerl, Kiepenkerl | Weckmann (rheinisch), Pumann (West-Ruhrgebiet), Dambedei, Stutenmann (Siegerland)          | Clausemann, Weckenmann/Weckmann, Klausenmann (bairisch), Grättimaa (südbadisch), Dambedei (nordbadisch) | Pfeifenmann/wird nur am Nikolaustag als „Nikolaus“ oder Krampus verkauft           | Bänz, Grittibänz, Grättimaa (Nordwestschweiz) Elggermaa (Zürich)    |
| Hefezopf                                                                                            | Hefezopf, Kranzkuchen/-brot, Zopf (rheinisch, pfälzisch)                                   | Zopf, Striezl (bairisch), Kranzes (schwäbisch), Heewezobb (südhessisch) | Striezl, Butterzopf (Vorarlberg), Milchbrot, Prager Zopf (Oberösterreich), Brioche | Striezl, Hefezopf, Butterzopf, Zopf, Züpfe                          |
| Hirn, Brägen                                                                                        | Hirn                                                                                       | Hirn, Hirä (Schwäbisch), Heann (südhessisch) | Hirn                                                                               | Hirni                                                               |
| Holunder, Flieder(beeren)                                                                           | Holunder                                                                                   | Holunder, Holder, Holler, Hoier (schwäbisch, bairisch), Holler (südhessisch) | Holler, Holunder, Holder (Vorarlberg)                                              | Holunder, Holder (wobei Holunder der blaue und Holder der rote ist) |

## I, J
| Norddeutschland | Mitteldeutschland (Dialekte)                                                     | Süddeutschland (Dialekte) | Österreich (Dialekte) | Schweiz (Dialekte)                            |
| Johannisbeeren  | Johannisbeere, (Ge)hannstraube/Hansgetraube (pfälzisch), Koonztraube (hessisch), | G'hånnsdrauwe (südhessisch), Träuble (schwäbisch), Ribisel (bair.), Johannisbeere, Kannesbeer (oberfränkisch, nordbairisch), Hannstriebili (alemannisch), Gonztrauwe (nordbadisch) | Ribisel               | Johannisbeere, Ribiseli, Meertrübeli, Trübeli |

## K
| Norddeutschland                                                   | Mitteldeutschland (Dialekte) | Süddeutschland (Dialekte) | Österreich (Dialekte) | Schweiz (Dialekte)                                                              |
| Kaldaunen, Pansen                                                 | Flauzen (saarl.), Flecke (sächsisch) | Kutteln/Kuddla (schwäbisch, südbadisch), Kuddle (pfälzisch), Sulz (badisch) | Fleck, Kutteln (Westösterreich), Kuttelfleck | Kutteln, Chuttle                                                                |
| Karotte, Möhre, Rübe, Mohrrübe, Wurzel                            | Karotte, Mohrrübe, Geeleriebe, (hessisch), Gelleriewe (Saarl./Pfalz), Murre (rheinisch), Morte (moselfränk.)                                                                                        | Gäälriewe (pfälzisch/südhessisch), Karotte/gelbe Rübe/Geibe Ruam (bairisch), gelbi Rübe (Unterfränkisch), Gellrieb/Gellriebli/gelbe Riaba (badisch, schwäbisch), gälba Rüm/Karottn (oberfränkisch) Gäiberuum (bayrisch) | Karotte, Mehra, Merln (= Möhren), Murkerl (gelbe Möhre), Gälrüable (Vorarlberg) | Karotte, Rüebli                                                                 |
| Kartoffel, Erdapfel, Tüfte, Nudel (Uckermark)                     | Erpel (kölsch), Ardäppel (erzgeb.), Abern (Lausitz), Erbern (sächsisch), Koardowwel(Oberhessisch), Eappel (Vorgebirge)                                                                              | Kartoffel, Krumbir, Ärdnuss, Äbbira, Grummbiere, Grombira, Jädepfl, Herdöpfel/-epfl (badisch, schwäbisch), Bodabira (schwäbisch), Grumbeere (pfälzisch), Erdapfel/Kartoffel (m.), Kadoffe (bairisch), Erpfl (oberfränkisch), Ardöpfl, Arpfl (itzgründisch), Äbbirn, Bodaggng (fränkisch, Nürnberg u. Umgebung), Grumbern (Unterfranken) | Kartoffel (Oberösterreich), Krumpan (Stmk./Burgenland), Erdapfel, Grundbirn (Vorarlberg/Stmk./Burgenland), Krumperer (Vorarlberg), Bramburi (Niederösterreich-Waldviertel), Eapfe(n), Eachtling (Lungau), Pantatti (Tirol), Abirn (Kärnten) | Kartoffel, Grumpere, Gumel, Härdöpfel, Hampere, Gummeli                         |
| Kartoffelpüree, Kartoffelbrei, Kartoffelmus, Quetschkartoffeln    | Kartoffelbrei, Kartoffelpüree, Kartoffelmus, Grumbeerbrei, Grumbeerschtambes (pfälzisch), Stampfkartoffeln, Mauke (Oberlausitz)                                                                     | Kartoffelbrei, Kartoffelpüree, Pirree (schwäbisch), Kartoffepüree/Erdäpfelpüree (bairisch), Erapfebrei (niederbairisch) Herdäpfelbrei/Härdöpfelstock, Grumbeerebäb (badisch), Zahmet (itzgründisch), Schdåmbes (südhessisch), Stampf (oberfränkisch), Stopfer (fränkisch, Nürnberg und Umgebung), Grumbierebrei (südrheinfränkisch) | Erdäpfelpüree, Bireé, Krumpanpüree | Stock, Stocki, Kartoffelpurée, Kartoffelstock, Gumelstunggis, Härdöpfelstock    |
| Kartoffelpuffer, Reibekuchen                                      | Reibekuchen, Rievkooche (rheinisch), Grommbierkischeljer (Saarl.), Kartoffelklitscher (obersächsisch), Bambes (vogtländisch) Grumbeerpannekuche (pfälzisch), Krebbelcher (siegerl., moselfränkisch) | Kadoffelpånnkuche, Panneläppscher (südhessisch), Kartoffelpannekuche (Odenwald), Reiberdatschi/Dotsch (bairisch), Krumbirnpöngeli, Rohe Pfannekuchen (Unterfränkisch), Dädscha (itzgründisch), Herdöpfelpuffer (Markgräflerland), Baggers (Bamberg, Erlangen u.Umg.), Ballnklöß, Franzkung (oberfränkisch), Baggerla (Frankenwald und Hofer Land), Kardofflkiachla (schwäbisch)                                                               | Kartoffelpuffer, Erdäpfelpuffer, Erdäpfelkrapferl, Rösti | Kartoffelküchlein, Härdöpfelchüechli, Rösti, Röschti, Härdöpfeldätschli         |
| Käsekuchen, Käse-Sahne-Torte                                      | Käsekuchen, Käse-Sahne-Torte, Quarkkuchen oder -torte (sächsisch), Mattekuche (Oberhessisch), | Flååre (südhessisch), Keeskuche (neusüdhessisch), Käskuacha (schwäbisch) Kaskuch(en)a/Topfenkuchen, Topfentorte (bairisch), Kaasplotz (Unterfränkisch), Keeskuung (oberfränkisch) | Topfentorte (rund), Topfenkuchen (eckig) | Quarktorte                                                                      |
| Kasseler                                                          | Kasseler | Ripple, Rippli (schwäbisch), Schäufele (bad.), Ripperl (bairisch) | Selchkaree, Geselchtes, Selchripperln, (Gekochtes) Geselchtes, (Gekochtes) Selchfleisch | geräuchtes Rippli (gräucherets Rippli)                                          |
| Keks, Plätzchen                                                   | Keks, Gutz (hessisch) | Blätzje (südhessisch), Blätzl (pfälzisch), Brötle, Breetli, Bretle, Guatsle, Laible/Loible (schwäbisch), Breedel (badisch), „Platzerl, Keks, Guadl, Leckerl, Zaidl“ (bairisch), Plätzla (oberfränkisch), Zeltl (allgäuerisch) | Keks, Zeltl, Geks, Geksi, Butterkeks | Biskuit, Biscuit, Keks, Chrömli, Guetsli, Guuzli, Güezi                         |
| Keule                                                             | Haxe | Haxe, Schlegel (schwäbisch)/Schlögel (bairisch), Haxn (oberfränkisch, bairisch) | Schlegel, Schlögel, Vorderes, Haxe, Haxn, Haxerl (bei Geflügel) | Keule, Schlegel, Gigot (vom Lamm)                                               |
| Kipfchen, Nußhörnchen                                             | Kipferl | Kipferl/Hörndl (bairisch), Hornli/Hörnle (schwäbisch), Gipfeli (Markgräflerland) | Kipferl, Hörnchen (wenn gefüllt), Vanillekipferl (aus Mürbteig), bei gefüllten Hörnchen (auch Kipferl genannt) wird die Füllung zuerst genannt (Ausnahme: Vanillekipferl), z. B. Erdbeerkipferl, Schokohörnchen etc.                        | Nussgipfel (gefüllt mit Haselnusspaste), Mandelgipfel (gefüllt mit Mandelpaste) |
| Kirsche                                                           | Kirsche | Kirsche, Kersch/Weichsel (Sauerkirsche) (bairisch), Griasa (schwäb., badisch), Chirsi (Markgräflerland) | Kirsche, Weichsel (Sauerkirsche), Gerschtn/Kerschtn, Kriase (Vorarlberg) | Kirsche, Chirschi, Chriesi, Kirsi                                               |
| Kloß, Klump                                                       | Kloß (thüringisch), Hütes (hessisch) | Kleeß (südhessisch), Knopp (pfälzisch), Klöß (fränkisch), Knödel/Nockerl (klein) (bairisch), Spotzen (nordbairisch), Kneedl(schwäbisch), Gniedla (fränkisch) | Knödel, Kne(d)l, Nockerl (eher länglich) | Knödel, Gnocchi (sprich: Njoggi) (kleine Kartoffelknödelchen)                   |
| Knoblauch, Knofel                                                 | Knoblauch, Knowwelich (Odenwald) | Knowwelisch (südhessisch), Knoblich, Knoflich, Knoble/Knofl(schwäbisch), Knoblauch, Knofel, Knofi(e) (bairisch), Knobbelig (Baden) | Knoblauch, Knofel | Knoblauch, Chnoblech, Knobli, Chnoblauch                                        |
| Kochkäse                                                          | | Kochkees (südhessisch), Brennkees (Odenwald) | |                                                                                 |
| Kohlrabi                                                          | Kohlrabi | Kohlrabi, obere Rübe, Kollräble (schwäbisch, badisch), Öwaschicharuhm (Über-der-Schicht-Rüben, Itzgründisch), Kull(er)rom (fränkisch), Kollrååwe Kollrääbscher (südhessisch) | Kohlrabi (Koirawi), Kohlrübe (Wien; österreichische Kochbücher) | Kohlrabi, Chohlräbli, Cholerabe, Rüebchöhl                                      |
| Konfitüre, Marmelade, Gelee                                       | Siesschmeer (Saarl.) | Mammelaad, Schillee (südhessisch), Mus (pfälzisch), Marmelade, Gsälz (schwäbisch), Schlecksel, Mus, Gelee, Gutzi (Markgräflerland) | Marmelade, Mamla(a)d, Lekwa | Konfitüre, Gelee/Gelée (sprich: Schlee), Gomfi, Gonfi                           |
| Kopfsalat, grüner Salat, Blattsalat                               | Blattsalat | grüner/greanr Salat (schwäbisch), greana Salod (bairisch), griene Salåd (südhessisch), Koppsalad (pfälzisch) | Häuptelsalat, Haipesalód, grüner Salat | Kopfsalat, Chopfsalat                                                           |
| Korken                                                            | Korken, Stobbe (hessisch) | Schdobbe (südhessisch), Schdebsl (schwäbisch) Stopsel (bairisch) (nördlich der Donau auch Stöpsel), Zapfen (Markgräflerland) | Stoppel (vorwiegend bei Kronenkorken), Stöpsel, Korken | Korken, Zapfen                                                                  |
| Kürbis                                                            | Kürbis | Kürbis, Kärwes (südhessisch) | Kürbis, Plutzer, Kiawas, Kiawis, Pumper, Pumperzoner (Kärnten), | Kürbis, Chürbis, Bebe                                                           |
| Kotelett, Karbonade                                               | Kotelett | Goddlett (südhessisch), Koddledd (schwäbisch, bairisch mit Knochen) | Kotelett, Karree (lang oder kurz - beschreibt Knochenanteil), Godlétt, oft auch zur Unterscheidung vom Stück mit Knochen (Kotelett) und ohne Knochen (Karree)                                                                               | Côtelette (Schwein) (Gotlett), Karré (alle anderen)                             |
| Krapfen, Fettgebackenes, Kameruner (länglich, mit oder ohne Loch) | Krapfen, Berliner Ballen (Rheinland), Pfannkuchen (Thüringen, Sachsen) | Krapfen Faschingskrapfen; Kräppel, Pfaakuchn (itzgründisch), Berliner (pfälzisch, badisch, schwäbisch, saarl.), Fasnetskiachla (schwäbisch), Küchle/Scheibenküchle (badisch), Kräbbl (südhessisch/Oberhessisch), Schenkeli (länglich ohne Loch etwas härterer Teig, Markgräflerland), Auszogna/ klaana Kuung/ Kniekiechla (Krapfenähnliches längliches Gebäck; oft als Festgabe z. B. nach Konfirmation, Oberfranken), Fasentküchle (Badisch) | Krapfen, Faschingskrapfen | Krapfen, Fasnachtschüechli, Chnöiblätz                                          |

## L
| Norddeutschland                  | Mitteldeutschland (Dialekte)                            | Süddeutschland (Dialekte) | Österreich (Dialekte)                                                  | Schweiz (Dialekte) |
| Leberkäse                        | Leberkäse, in Hessen Fleischkäse für „feinen Leberkäse“ | Leberkäs (bairisch, schwäbisch), Leberkas, Lebakas (bayr.), Lebakees (oberfränkisch), Fleischkäse (schwäbisch/badisch), Lewwerkees/Flääschkees (pfälzisch)         | Leberkäs, Leberkas, Fleischkas (Tirol)                                 | Fleischkäse (Fläischchäs) |
| Leberwurst                       |                                                         | Läwwerwoaschd (südhessisch), Lewwerworschd (pfälzisch) | Leberaufstrich                                                         | |
| Lebkuchen, Pfefferkuchen (Osten) | Lebkuchen, Pfefferkuchen (Osten), Labekuchen (Westen)   | Magenbrot, Lebkuchen | Magenbrot, Bümmel (Vorarlberg)                                         | Magenbrot, Lebkuchen |
| Leckerbissen, Leckerei           | Leckerbissen                                            | Schmankerl, Gudzerla (fränkisch) | Schmankerl                                                             | Mümpfeli |
| Lendenbraten                     | Lende                                                   | Lende, Rinderfilet | Lungenbraten, Filet, Fischerl oder Schweinsfischerl (nur beim Schwein) | Lende, Filet |
| Limonade, Brause                 | Limonade, Brause, gelbes oder weißes Limo (hessisch)    | Limonade, süßer Sprudel, gelber Sprudel (für Limo mit Orangengeschmack) (pfälzisch, badisch, schwäbisch), Kracherl/Limo (bairisch), Spratzelwasser (oberfränkisch) | Kracherl, Krachal, Limo, Saftl, Xieverl (von G’süfferl), Saft, Soft    | Zitro (für Limo mit Zitronengeschmack), Mineralwasser (oder einfach nur Mineral) (ohne Geschmacksrichtung), Blöterliwasser, Glürliwasser |
| Lunge, saure Lunge               | Lunge                                                   | Lunge, Beuschel/saures Lüngerl (bairisch) | Beuschel, Baischl                                                      | Lunge |
| Lutscher, Lolli                  | Lolli                                                   | Schlotzer (badisch, schwäbisch), Luddscher (südhessisch/pfälzisch), Luutscher (bairisch), Lecker (oberfränkisch)                                                   | Lutscher, Schlecker, Lutschka                                          | Schleckstängel, Lolli, Lollipop |

## M
| Norddeutschland                                                    | Mitteldeutschland (Dialekte)               | Süddeutschland (Dialekte)                                                                                                 | Österreich (Dialekte)                                          | Schweiz (Dialekte)                         |
| Mais                                                               | Mais                                       | Mais, Welschkorn(badisch/schwäbisch), Kukaruz (bair.)                                                                     | Kukuruz, Türken, Woaz (Steiermark), Mais                       | Mais, Türken                               |
| Mangold                                                            | Römisch Kohl, Rehmisch Kehl (hunsrückisch) | |                                                                | Mangold, Krautstiel                        |
| Marmelade (vgl. Konfitüre)                                         | Gebääs (Moselfränkisch)                    | Mammelad, Schillee (südhessisch), Mus (pfälzisch), Gsälz (Schwäbisch), Schleckli, Güts (niederalem.), Marmalad (bairisch) | Marmelade, Marmalad, Mamla(a)d, Lekwa                          | Gonfi, Gumfi, Gomfi                        |
| Maultasche                                                         | Maultasche                                 | Herrgottsbscheißerle, Mauldascha, Maultäschle (schwäbisch), Maultasche                                                    | Maultasche, Ravioli, Nudeln (z. B. Kärntner Kasnudeln), Nocken | Maultasche                                 |
| Meerrettich                                                        | Meerrettich                                | Merreedsch (südhessisch), Meerrettich, Merch, Meerradi/ Kren (bairisch), Kree (oberfränkisch)                             | Kren, Kree(n), Grei (nasal, Stmk.)                             | Meerrettich                                |
| Mehlschwitze, Einbrenne                                            | Mehlschwitze, Einbrenne                    | Ei(n)brenn (bairisch), Eibrennadde (schwäbisch) Einbrenne, Mehlröstich (oberfränkisch)                                    | Einbrenn (mit Öl), Einmach (mit Butter/Margarine)              | Mehlschwitze                               |
| Messerchen                                                         | Kneipchen (moselfränk.)                    | |                                                                |                                            |
| Mett, Hackepeter, Gehacktes                                        | Mett, Haschee, Schabefleisch (thüringisch) | (Brådwoaschd)fillsl (südhessisch), Schweinehackfleisch, Faschiertes (bairisch), Ghäck (fränkisch)                         | Faschiertes, Haschee                                           |                                            |
| Mettwurst                                                          | Mettwurst                                  | Mettwurst | Mettwurst, Streichwurst, Aufstrich, Fleischaufstrich           | Mettwurscht, (grobe) Streichwurst          |
| Milch                                                              | Milch                                      | Mill(i)/ Muich (bairisch), Milch                                                                                          | Milch, Mülli, Müch, Muich, Mülch                               | Milch, Miuch (Bern), Miuck, Müuch (Luzern) |
| Mirabelle                                                          | Mirabelle                                  | Mirabelle, Kriecherl (bairisch)                                                                                           | Kriecherl, Kriachal, gelbe Zwetschke                           | Mirabelle, Pfläumchen                      |
| Moorwasser, Cola mit Orangenlimonade, Kalter Kaffee, Diesel, Spezi | Spezi, Kalter Kaffee                       | Spezi, Gwasch, Kalter Kaffee, Fernsehwasser (mittlere Oberpfalz in den 1970ger Jahren)                                    | Spezi                                                          | Spezi, Halb-Halb                           |

## N
| Norddeutschland     | Mitteldeutschland (Dialekte)            | Süddeutschland (Dialekte) | Österreich (Dialekte)                | Schweiz (Dialekte)                           |
| Neuer Wein          | Neuer Wein, Neier, Naie Woi (pfälzisch) | Färrerweißer (südhessisch, Bergstraße, Rheinhessen), Sturm, Bremser Federweißer/roter(Franken), Neuer Süßer (Baden), Suser (Südbaden/Oberschwaben), Federweißer (schwäbisch, bairisch) | Sturm, Staubiger, Jungwein           | Suser, Sauser                                |
| Nudelholz, Rollholz | Nudelholz, Wergelholz (pfälzisch)       | Wälljerholz (südhessisch), Teigwalze, Wellholz, Wargelholz (badisch, schwäbisch), Nudelwalker/ Nudelwalzel/ Nudlwoigla/Nu(d)lhoiz, Nu(d)lwoigara (bairisch), Welgerholz                | Nudelwalker, Nul’l-Woicha, Nudlwolga | Wallholz, Welgerholz, Trölholz, Chuechetröli |

Nudelteig
Nudelkuacha (schwäbisch)

## O
| Norddeutschland   | Mitteldeutschland (Dialekte) | Süddeutschland (Dialekte)                                        | Österreich (Dialekte)                                | Schweiz (Dialekte) |
| Orange, Apfelsine | Orange, Apfelsine            | Orange, Oraschn (bairisch)                                       | Orange, Pomerantsche (veraltet), Anrantschn          | Orange             |
| Backofen          | Backofen                     | Backofen, Röhre, Rohr (bairisch) Backrehrle, Rehrle (schwäbisch) | Rohr, Backrohr, Ofen, Bochrean (Backröhre), Backofen | Bachofe            |

## P
| Norddeutschland | Mitteldeutschland (Dialekte)                                             | Süddeutschland (Dialekte) | Österreich (Dialekte) | Schweiz (Dialekte)                                                            |
| Paniermehl | Paniermehl, Weckmehl                                                     | Weckmehl (pfälzisch, badisch, schwäbisch, hessisch), Semmelmehl, Semmelbrösel (bairisch), Mutschelmehl (Ulmer Bereich) | Brösel, Semmelbrösel | Paniermehl, Brösmeli                                                          |
| Paprika | Paprika                                                                  | Paprika | Paprika | Gemüsepaprika: Peperoni, Paprikaschote: Paprika                               |
| Pellkartoffel | Pellermänner (Ruhrgebiet), Quallmänn(ch)er (kölsch), Gewellde (hessisch) | Geqwellde (pfälzisch, südhessisch), Schalenkartoffel, Kardoffl aus dr Schal (schwäbisch)Kartoffel in der Schale/g’kochte Erdäpel (bairisch), Quellgrombiere (Quellesja) (Saarl.), Gequellte (Odenwald), Gschwelldi (badisch), runde Krumbern (Untermainländisch)         | (ge)kochte Erdäpfel, Schelfeler, gsottne Grumpira (Vorarlberg) | Geschwellte, Gschwellti                                                       |
| Petersilie | Petersilie                                                               | Petersilie, Peterling (südwest), Peterle (badisch/pfälzisch), Petersil (bairisch), Petterla (oberfränkisch), Bäiderla (Mittelfränkisch) | Petersil, Pedasöö, | Peterli                                                                       |
| Pfanne, Bratpfanne | Pfanne, Tiegel (Gefäß) (oft noch sächs., thür.), Schaffen (thüringisch)  | Pånn (südhessisch/pfälzisch), Pann, Pfanna, Bratpfann (schwäbisch) | Pfanne, Pfaunn, Brodtpfaunn | Bratpfanne                                                                    |
| Pfannkuchen, Eierkuchen (Berlin und regional große Gebiete im Nordosten), Eierpuffer, Plinsen (Bezeichnungen teilweise mehrdeutig, Begriffsklärung unter Pfannkuchen beachten) | Pfannkuchen, Kreppes, Pannekuche, Eierkuchen (Thüringen)                 | Pånnkuche (südhessisch/pfälzisch), Pfannkuchen, Flädle, Frittatenbai, Pfannakuacha (bairisch/schwäbisch), Eerdädscha = Eierdätscher (itzgründisch), Omlettn (Hofer Land), Auflauf (Frankenwald), Mehlknödel (Oberpfalz), Eierhaber, Scherradde (schwäbisch für Schmarrn) | Crêpe (hauchdünn), Palatschinke (dünn, für Fritatten), Pfannkuchen oder Pancakes (dick), Omelette (Vorarlberg, daraus werden Flädle gemacht), Schmarrn, Kaiserschmarrn                           | Crêpe (hauchdünn), Palatschinke                                               |
| Pfefferschote | Paprika                                                                  | Peperoni, Pfefferoni | Pfefferoni oder Pfeffarone (klein, dünn, länglich und spitz, leicht bis mittelscharf), Paprika (groß und ohne wahrnehmbare Schärfe), Chilli (scharf bis sehr scharf, meist spitz und sehr klein) | Chili, Peperoncini (Pfefferschote)                                            |
| Pfifferling | Pfifferling                                                              | Pfifferling, Pfiffer, Reherl, Rehling, Rehgeißl, Rehgoaß (goiß Mz.) (bairisch), Eierschwammerl (bairisch), Gelberla (fränkisch) | Eierschwammerl, Reherl, Pfifferling | Eierschwamm, Eierschwämmchen                                                  |
| Pflaume | Pflaume & Zwetschge bzw. Quetsche, Prumm (kölsch)                        | Pflaume & Quetsche, Zwetschge (bad./schwäb./bair.), Pflomm (schwäbisch) Proume & Qwedsche (südhessisch), Pflomm (schwäbisch, deutlich zu unterscheiden von Zwetschga) | Zwetschke, Zwetschgn (sg.+ pl.) | Pflaume & Zwetschge                                                           |
| Pflaumen- bzw. Zwetschgenkompott | Pflaumen- bzw. Zwetschgenkompott, Prummekumpott (kölsch)                 | Zwetschgengsälz (schwäbisch), Zwetschgentauch/ Zwetschkenkompott (bairisch) | Zwetschkenröster, Zwetschgnresta (dicker als Kompott) | Pflaumen- bzw. Zwetschgenkompott                                              |
| Quetschekraut, regional im Westerwald, mitteldeutscher Begriff | Pflaumen- bzw. Zwetschgenkuchen, Prummetaat (kölsch)                     | Pflaumen- bzw. Zwetschgendatschi (bairisch), Zwetschgenplootz (Franken), Qwedschekuche (südhessisch), Zwetschgewaie (südbadisch), Zwetschgakuacha (schwäbisch) | Zwetschkenfleck | Pflaumen- bzw. Zwetschgenwähe, Zwätschgewäihe, Zwetschgeflade, Zwetschgetünne |
| Pflaumenmus | Pflaumenmus, Quetschehoing (oberhessisch), Laksem (Saarl.),              | Laddwäje, Laddwersch (südhessisch), Pflaumenmuaserl (bairisch), Pflaumemues (schwäbisch), Dramus (badisch), Quetschelatwergen (Odenwald), Zwetschgemus (badisch) | Powidl | Pflaumenmus, Zwetschgenmus                                                    |
| Pilz | Pilz                                                                     | Pilz, Schwammerl (bairisch), Schwamma (oberfränkisch), Pfiffer (fränkisch), Schwamm, pl. Schwemmla (schwäbisch) | Schwammerl, Pilz | Schwamm, Pilz                                                                 |
| Plätzchen | Plätzchen, Keks                                                          | Breedla (badisch, schwäbisch), Plätzchen Plätzla (oberfränkisch Breedla, Guatsla (schwäbisch)) | Keks | Chrömli, Guetsli                                                              |
| Pökelfleisch | Pökelfleisch                                                             | Surfleisch (bairisch) | Pökelfleisch, Surfleisch (gewürzte Österreichische Spezialität) | Pökelfleisch                                                                  |
| Porree, Lauch | Porree, Lauch, Breitlauch                                                | Lauch, Schlauch (oberfränkisch), Porree (bairisch), Burjahn (hessisch), Laach (südhessisch) | Lauch, Porree | Lauch                                                                         |
| Preiselbeere, Kronsbeere | Preiselbeere                                                             | Preiselbeere, Steinbeere, Hellbeerla (oberfränkisch), Zwengalen (niederbairisch) | Preiselbeere, Granten (Kärnten) | Preiselbeere                                                                  |
| Puderzucker | Puderzucker                                                              | Schdaabzogger (südhessisch), Puderzucker, Staubzucker (badisch, schwäbisch, bairisch) | Staubzucker | Puderzucker, Staubzucker                                                      |

## Q
| Norddeutschland | Mitteldeutschland (Dialekte)                                                               | Süddeutschland (Dialekte) | Österreich (Dialekte)           | Schweiz (Dialekte) |
| Quark, Weißkäse | Quark, Klatschkies (Rheinland), Quark, Matte (hessisch, Wetterau), Weißer Kees (pfälzisch) | Schmeerkees (südhessisch), Weißer Kees (pfälzisch), Topfen (bairisch), Luckeleskäs (schwäbisch), Bibbeleskäs (alemannisch/südbadisch) Ziebalaskees (oberfränkisch) | Topfen                          | Quark              |
| Quarktasche     | Quarktasche                                                                                | Topfentascherl (bairisch), Käsetasche (fränkisch), Matteweck (hessisch)                                                                                            | Topfentascherl, Topfengolatsche | Zigerchrapfe       |

## R
| Norddeutschland        | Mitteldeutschland (Dialekte)   | Süddeutschland (Dialekte)                                                                                             | Österreich (Dialekte) | Schweiz (Dialekte)                          |
| räuchern               | räuchern                       | raachern (südhessisch) räuchern, selchen/seichen (bairisch)                                                           | selchen, söchn | räuchern                                    |
| Räucherspeck           | Räucherspeck                   | Rauchfleisch, Schunken (alemannisch), Geselchtes, Greichats, Speeg (bairisch), Speck/Schbägg (schwäbisch)             | Geselchtes, Selchspeck,Speeg | Räucherspeck                                |
| Reineclaude, Reneklode | Renekloden                     | Ringlohe, Wasserladsche (südhessisch), Reneklode, Ringlotte, Ringlo (badisch, bairisch), Rengloda (schwäbisch)        | Ringlotte, Ringló, Kriachal oder Kriechel (österr., ugs.)                                                                           | Reineclaude, grüne Pflaume                  |
| Rettich                | Rettich                        | Radi (bairisch), Räädich (schwäbisch)                                                                                 | Radi | Rettich, Rättech                            |
| Rinderbraten           | Rinderbraten                   | Rindsbraten, Rinderbraten, fallweise Rindbraten                                                                       | Rindsbraten, nur selten Rinderbraten                                                                                                | Rindsbraten                                 |
| Rinderschulter         |                                | | (Mageres) Meisel |                                             |
| Rinderfilet            | Rinderfilet                    | Rinderfilet, Lendle (schwäb.)                                                                                         | Lungenbraten, Filet | Rindsfilet                                  |
| Roulade                | Roulade                        | Roulade, Fleischvogerl (bairisch), Rollade (nordbad.), ...wickel (badisch, schwäbisch, fränk.)                        | Roulade, Rolláden | Fleischvogel                                |
| Rosenkohl              | Rosenkohl, Sprute (rheinisch)  | Rosenkohl, Rosenböbbele, Bebbelesköhl(schwäbisch), Röselichöhl (südbadisch)                                           | Kohlsprossen, Kohlsprosserl, Sprossenkohl                                                                                           | Rosenkohl, Weisskohl, Röslichol, Röslichöhl |
| Rote Rübe              | Rote Rübe                      | Roore Riewe (südhessisch), Rote Rahnen, Rahna/ Rote Ruam (bairisch), Randich (badisch), rode/raode Riaba (schwäbisch) | Rode Ruam, Rohne, Rauna, Randen, rote Rübe                                                                                          | Rande, Rahne, Raane                         |
| Rotkohl                | Rotkohl, ruude Kappes (kölsch) | Rotkohl, Rotkraut, Blaukraut (schwäbisch, bairisch), Rotkraut (südhessisch/pfälzisch)                                 | Rotkraut, Blaukraut (je nach Zubereitung)                                                                                           | Rotkraut, Rot- oder Blauchabis              |
| Rührei                 |                                | gebaggene Aajer Geklebberde (südhessisch), Rührei, Eierspeis, Eierschmalz (bairisch)                                  | Rührei, Eierspeise (vor dem Braten schaumig geschlagen), Steirische Eierspeis (noch saftig, also nicht zur Gänze gestockt serviert) | Rührei                                      |

## S
| Norddeutschland              | Mitteldeutschland (Dialekte) | Süddeutschland (Dialekte) | Österreich (Dialekte) | Schweiz (Dialekte)                                                |
| Sahne [als Oberbegriff]      | Sahne [als Oberbegriff] | Rahm [als Oberbegriff] | Rahm [als Oberbegriff] | Rahm [als Oberbegriff]                                            |
| (süße) Sahne                 | (süße) Sahne | (süße) Sahne, (süßer) Rahm (bairisch, schwäbisch), Schlagrahm (schwäbisch, flüssig oder geschlagen)                                                            | Obers (Osten), Schmetten (Osten, von tschechisch Smetana) (süßer) Rahm (Westen, jedoch nirgends ein Kaffeerahm), Sahne (Tirol häufig), Schlagobers                                                                                                  | (süßer) Rahm, Nidle, Nidel                                        |
| Schlagsahne, Sahne           | Schlagsahne, Sahne | Schlagsahne, Sahne, Schlagrahm (bairisch, schwäbisch), Schmettermilch (südbadisch)                                                                             | Schlagobers (flüssig oder geschlagen), Schlag (Kurzform, nur geschlagen), Schlagrahm, Sahne (Tirol häufig; flüssig oder geschlagen) | Schlagrahm, Rahm, (geschwungener) NidlebaiNidel                   |
| Saure Sahne Schmand          | Saure Sahne, Sauerrahm | Schmånd (südhessisch), Sauerrahm (schwäbisch) | Sauerrahm, Rahm (Osten, Wiener Kochbücher) | Sauerrahm, Suurrahm, duregheite Rahm                              |
| Sauerkirsche                 | Sauerkirsche | Sauerkirsche, Weichsel (bairisch), Suurgriasa (badisch) | Weichsel, Weixel | Weichsel, Sauerkirsche, Suurchirschi, -chriesi, Chlepfer          |
| Sauerkraut, Sauerkohl        | Sauerkraut | Sauerkraut, Kraut | Sauerkraut, Surkrutt (Vorarlberg) | Sauerkraut, Suurchabis, Suurchrut, Schukrut (aus frz. Choucroûte) |
| Schinken                     | Schinken | Schinken | Schinken, Beinschinken | Schinken, Beinschinken, Hammen (Kochschinken)                     |
| Schmalz                      | Schmalz | Schmalz | Schmalz, Schmatz, Schmoi(t)z | Schmalz, Schmutz                                                  |
| Schmorbraten, Schweinebraten | Schweinebraten | Brat(e)l, Schweinsbrat(e)l, Schweinsbraten, Surbraten, Schweiners (bairisch), Schweinebrooda, (schwäbisch)                                                     | Brat(e)l, Schweinsbraten, Surbrat(e)l (gesurtes Schweinefleisch), Schweiners (kalt), Brodan(e)s | Braten, Brate (suure), Broote                                     |
| Schneebesen, Schaumschläger  | | | Schneerute | Schwingbesen                                                      |
| Schorle                      | Schoppe (Pfalz, Rheinhessen), Persching (Pfalz, Rheinhessen, nur Rosé+Orangenlimonade), Sauer-/Süßgespritzte (Rheinhessen), Saure (Rheinhessen), Wasser mit G’schmack (Rheinhessen), Summer-/Sommerschoppe (Rheinhessen, weniger Wein als Wasser) | Schorle (das), sieß- oder sauerg’schpritzde Woi aber kein gespritzter Apfelwein! (südhess.), G’spritzter (bairisch)                                            | Spritzer, Gespritzter (G’spritzter) - Apfel-, Orangensaft gespritzt, Obi g’spritzt (Apfel), Cappy g’spritzt (Orange), Mischung (Wein) | Gespritzter, Sprudel                                              |
| Schupfnudel                  | Schupfnudel | Schupfnudel, Bauchstupferlen, Bubespitzle, Buabaschbitzle (badisch, schwäbisch), Fingernudel (bairisch), "Baunkerl, Baunkal" (bairisch), Krautnudel (Odenwald) | Erdäpfelnudel, Schupfnudel, Zupfnudel | Schupfnudel, (Gnocchi)                                            |
| Schürze, Kittel              | Schürze, Kittel | Kiddl-Scherz (südhessisch), Kiddlschorz (pfälzisch), Schurz, Schürzn, Kittel (schwäbisch), SchiazlbaiFiadabaiKiddl (bairisch)                                  | Schürze, Schiazn, Kittel, Schurz, Firta | Schürze, Schurz, Schoss                                           |
| Schweineschulter (gebraten)  | Schweineschulter | Schäufele (fränkisch, badisch, schwäbisch), Schäuferla (fränkisch), Schüfeli (alemannisch/südbadisch)                                                          | Schweinsschulter, Schulternes, Schuita | Schüfeli, Schinkli                                                |
| Schweinskopf                 | Schweinskopf | Saukobb (südhessisch), Sauschädel (bairisch) | Sauschädel | Schweinskopf                                                      |
| Sellerie                     | Sellerie | Sellerie | Sellerie, Zeller, Zölla | Sellerie                                                          |
| Senf                         | Senf, Muster (moselfränk.) | Senf, Mostrich, Sämpft (fränkisch), Senft (bairisch/fränkisch), Sempf (schwäbisch)                                                                             | Senf, Senft, Sempf | Senf                                                              |
| Spiegelei                    | Spiegelei, Setzei | Schbijelei (südhessisch), Spiegelei, Ochsenauge (bairisch, schwäbisch), Glootzach(n) (fränkisch)                                                               | Spiegelei, Spiaglei(a) | Spiegelei, Stiereaug                                              |
| Spätzle                      | Spätzle | Spätzle, Spatzen (bairisch, schwäbisch auch möglich), Knöpfli (sind aber i. d. R. etwas kürzer u. dicker, südbadisch)                                          | Spätzle, Knöpfle (vor allem in Oberschwaben/bayrisch Schwaben, andere Herstellung als Spätzle), Nockerln | Spätzli, Knöpfli (vgl. südbadisch), Chnöpfli                      |
| Stachelbeere                 | Dreeschel (hunsrückisch) Knuschel (kölsch) | | Agrasel oder Agrassel (aus dem lateinischen acer = sauer oder mhd. agraz aus saurer Brühe, romanisches Lehnwort, regional auch Ogrosl (mit Ähnlichkeit mit dem wissenschaftlichen Artnamen Ribes grossularia); Mungatzen, Mei(t)schg(a)le, Maucherl | Chruselbeeri, Chrusle                                             |
| Steckrübe, Kohlrübe, Wrucke  | Kohlrübe, Rummel (moselfränk.) | Dotschen,/Ruam (bairisch), Kellrum (oberfränkisch), Erdrübe,                                                                                                   | Bagunta (von Burgunder-Rübe), Ruam, Zuckerrübe, Stegckruam (Steckrübe), Kohlrübe | Rübe, Räbe                                                        |
| Steinpilz                    | Steinpilz | Steinpilz, Dobernigl (niederbairisch) | Herrenpilz, Steinpilz | Steinpilz                                                         |
| Sülze, Aspik                 | Sülze, Aspik | Sulze, Gallere (schwäbisch), Sulz (bairisch, schwäbisch), Sulzn (fränkisch), Sulz (badisch)=Kaldaunen                                                          | Sulz, Aspik, Suiz, Schwartamaga (Vorarlberg) | Sulz, Sülze                                                       |

## T
| Norddeutschland                                                     | Mitteldeutschland (Dialekte)                                   | Süddeutschland (Dialekte) | Österreich (Dialekte) | Schweiz (Dialekte)                                     |
| Teewurst, Schmierwurst                                              | Teewurst                                                       | Schmeerwoaschd (südhessisch), Teewurst, Streichwurst (bairisch), Mettwurst (schwäbisch)                                                                  | Streichwurst | Mettwurst, Streichwurst (grob)                         |
| Tomate                                                              | Tomate                                                         | Tomate, Domadn (fränkisch, bairisch) | Paradeiser, Paradeis, Tomate | Tomate (dialektal oft mit Betonung auf erster Silbe!)  |
| Topf, Pott                                                          | Topf, Tobb (sächsisch), Dibbe (hessisch), Dippen (moselfränk.) | Hawwe/Haffe (pfälzisch), Dibbe, Hååwe (südhessisch), Topf, Doopf, Hoofa, Deegl (bairisch für flacher Topf), Hafen (badisch), Haafa (schwäbisch), Dippen, | Topf, Häfen, Hefn, Rein, Reindl | Pfanne, Kasserolle (klein, mit Stiel), Kochtopf (groß) |
| "Traubenmus", meist Zwetschgenmus, z. T. aus verschiedenen Früchten |                                                                | Latwerje (pfälzisch, südhessisch), Traamus (badisch) | Powidl (aus Zwetschgen), fein und dünnflüssig auch ...sauce (z. B. Erdbeer-Sauce), gröber verarbeitet auch ...röster (Marillenröster, Zwetschkenröster) |                                                        |

## U, V
| Norddeutschland           | Mitteldeutschland (Dialekte) | Süddeutschland (Dialekte)                                                 | Österreich (Dialekte) | Schweiz (Dialekte)                           |
| Unterschale, Schwanzstück | Unterschale                  | Tafelspitz (bairisch), Tellerfleisch (bairisch), Siedfleisch (schwäbisch) | Tafelspitz            | Unterspälte, Unterstück, Oxtail, Siedfleisch |
| Vorteig, Hefeteig         | Hefeteig                     | Dampferl (bairisch)                                                       | Dampfl, Germteig      | Vorteig                                      |

## W
| Norddeutschland  | Mitteldeutschland (Dialekte) | Süddeutschland (Dialekte) | Österreich (Dialekte)                                                     | Schweiz (Dialekte)         |
| Walnuss          | Walnuss                      | Walnuss, Welschnuss (bairisch, badisch) | Walnuss, Welschnuss, Nuss(pl. -n)                                         | Baumnuss, Walnuss, Nuss    |
| Weißkohl, Kohl   | Kappes (Rheinland)           | Kabbes (südhessisch), Weißkohl, Kraut, (Weiß)kraut (bairisch, schwäbisch), Pimperlkraut, auch Bayerisch-Kraut – als Gemüse zubereitet (bairisch), Kappes (Saarland)                                                      | Kraut, Weißkraut                                                          | Weisskohl, Kabis, Chabis   |
| Wiener Würstchen | Wiener (Würstchen)           | Wienerle (badisch, schwäbisch), Saitawirschtla, Saita (Schwäb., Wurst in zarterem Darm), Wiener (bairisch), Thurner Würstchen (Passauer Raum), Wienala (fränkisch, bairisch), Selchwürsteln (nordbairisch/egerländisch), | Frankfurter (Würstel), Wienerle (Vorarlberg), Sacherwiaschtl (Burgenland) | Wienerli                   |
| Wirsing          | Wirsing                      | Weasching (südhessisch), Kehl, Wirsching (bairisch, badisch), Würsching (fränkisch) Weesching (schwäbisch), Welschkraut                                                                                                  | Kohl, Kelch, Köch                                                         | Wirsing, Wirz, Kohl, Chöhl |

## X, Y, Z
| Norddeutschland                                   | Mitteldeutschland (Dialekte)                  | Süddeutschland (Dialekte) | Österreich (Dialekte)           | Schweiz (Dialekte)                 |
| Zucchini                                          | Zuchini                                       | Zucchini | Zucchini, Kiawas                | Zucchetti (gross) Zucchini (klein) |
| Zopfbrot                                          | Zopfbrot                                      | Zopfbrot, Zopf | Striezl, Zopfbrot (Vorarlberg)  | Züpfe, Zopf                        |
| Zwiebel, Zwiepolle, Bolle (nördl. Sachsen-Anhalt) | Zwiebel, Öllisch (kölsch), Zwiwwl (pfälzisch) | Zwewwl (südhessisch, Odenwald), Zwiebl (schwäbisch), Zwiefe, Zwiwe (bairisch), Zwiwel (Saarl.), Zwiefel (oberfränkisch), Bülle, Bölla (badisch), Zwübel (Unterfränkisch) | Zwiebel, Zwife(l)(Zwüfi)(Zwifü) | Zwiebel, Böle, Zibele              |